# Țigănași (okręg Jassy)
Țigănași – wieś w Rumunii, w okręgu Jassy, w gminie Țigănași. W 2011 roku liczyła 1175 mieszkańców.